# Кикер (настольный футбол)

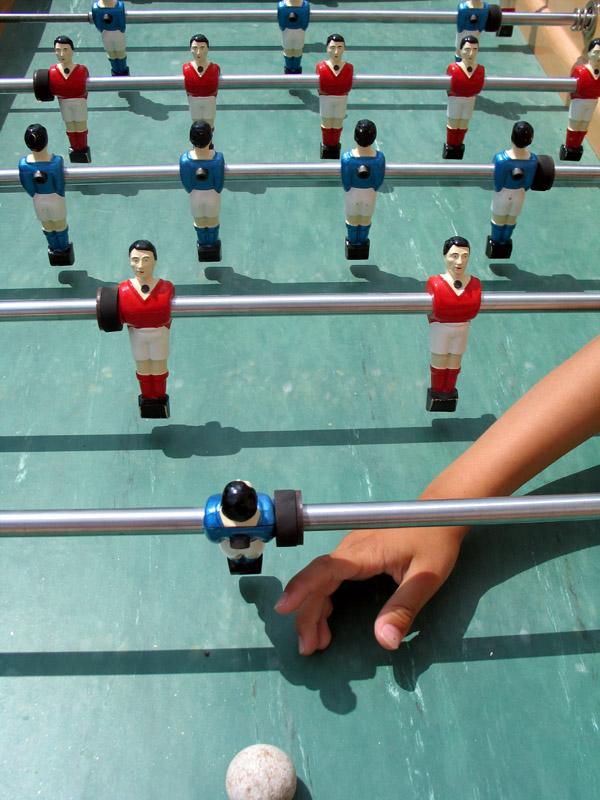
Настольный футбол (стол Bonzini)

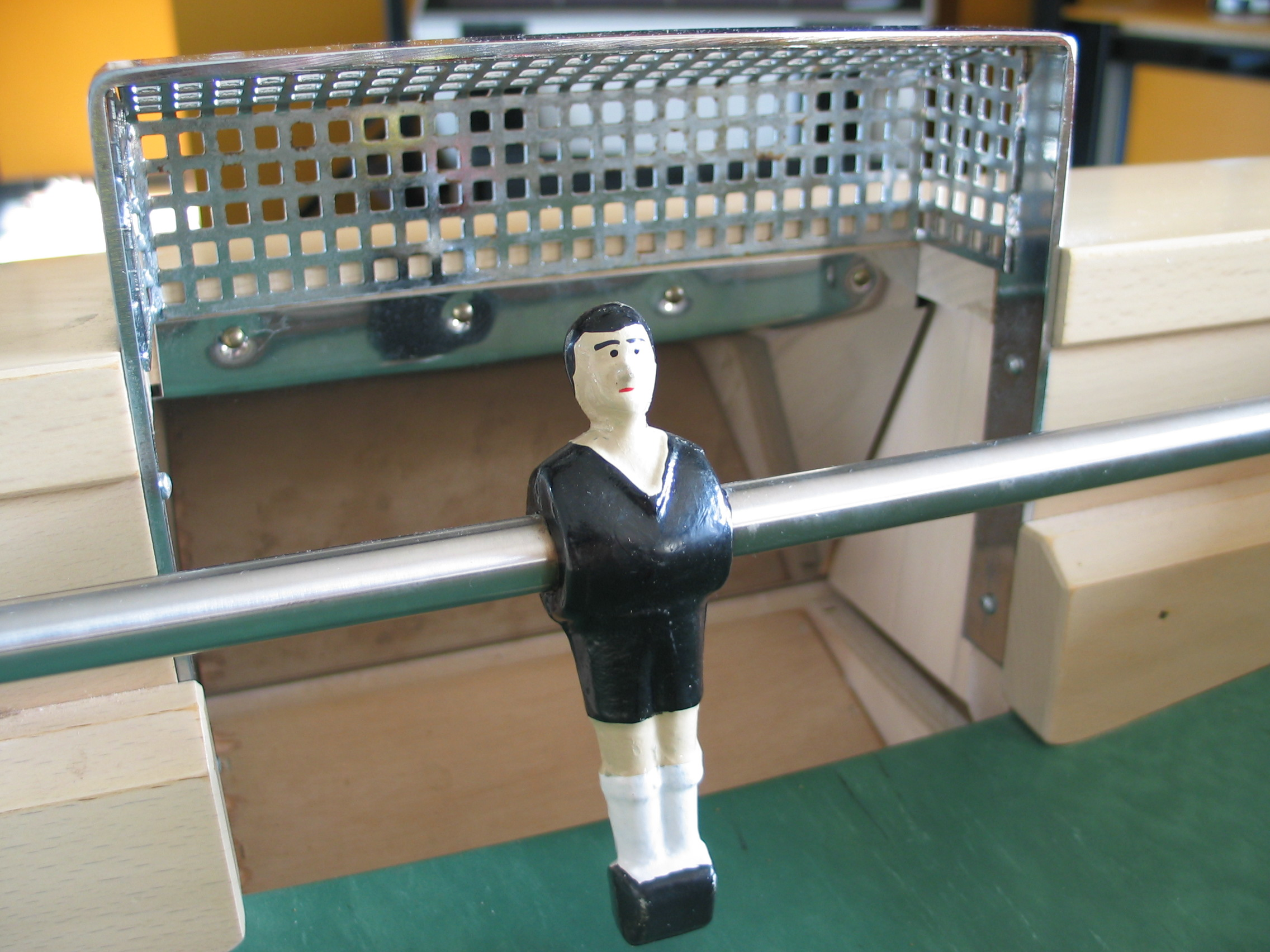

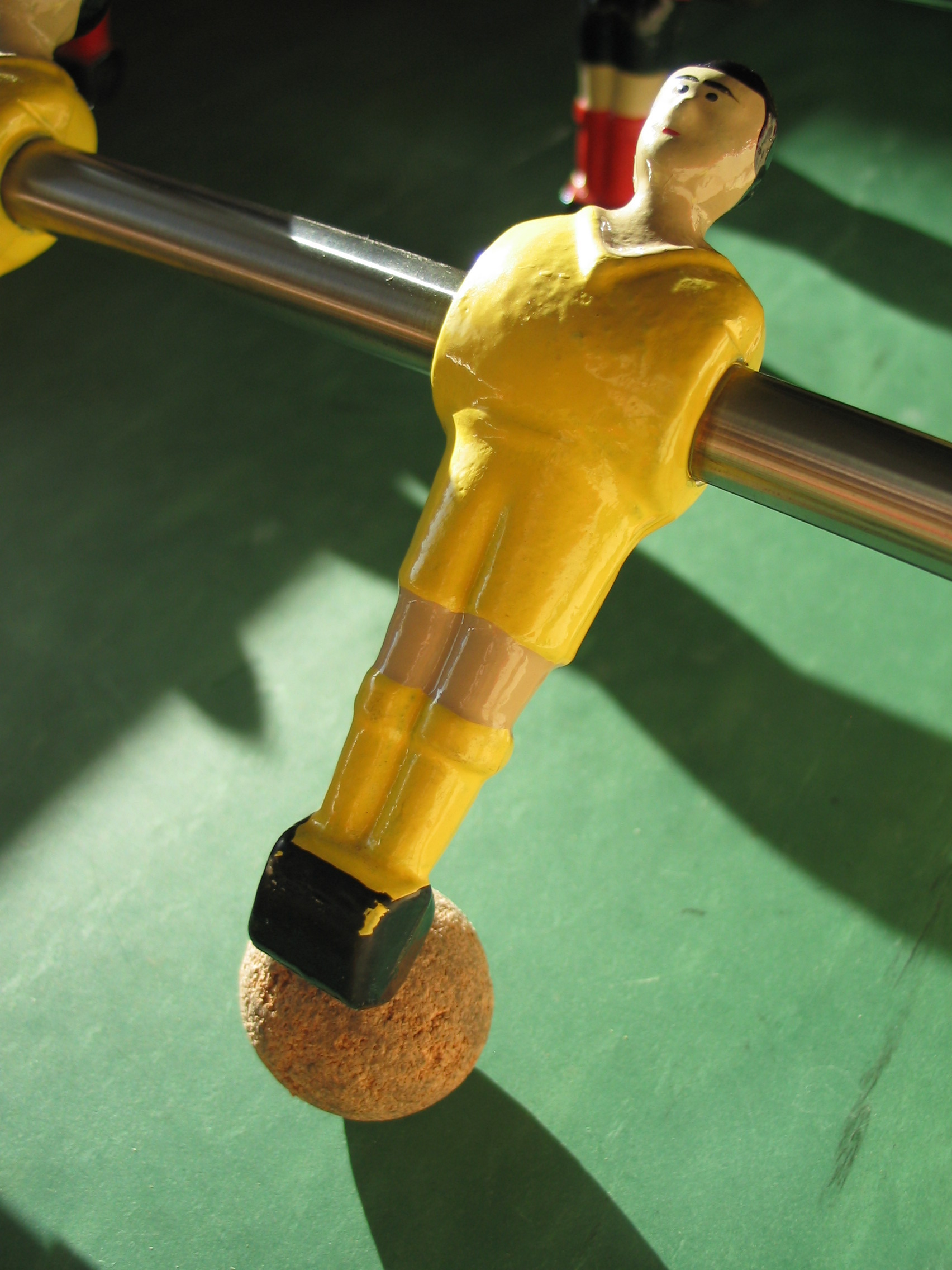

Ки́кер (нем. kicker — футболист) или фу́сбол (нем. Fußball — футбол) — настольная игра, основанная на футболе. Кикерщик — человек, играющий в данную игру.

## Название
Кикер имеет несколько других принятых в мире названий — настольный футбол (table soccer), фусбол (foosball или foos — основной термин в англоязычных странах от искажённого немецкого слова «футбол»), бейби-фут (babyfoot, распространено во франкоязычных странах).

## История
Патенты на аналогичные настольные игры появились в Европе еще в 1890-х годах. Однако истоки настольного футбола восходят к 1921 году, когда Гарольд Сирлс Торнтон из Соединенного Королевства запатентовал игру как «Устройство для игры в настольный футбол».
Торнтон изобрел футбольный матч, в который люди могли играть дома из-за популярности футбольных ассоциаций в Европе. Игра получила название «настольный футбол» в Соединенных Штатах через импорт из Германии, который назывался «tischfußball» (букв. «Настольный футбол»). Вдохновением для его дизайна послужила коробка спичек.
Игра была в конечном итоге привезена в Соединенные Штаты в 1950-х годах Лоуренсом Паттерсоном, и достигла пика популярности там в 1970-х годах, когда ее можно было найти в барах и бильярдных по всей стране.

## Игра

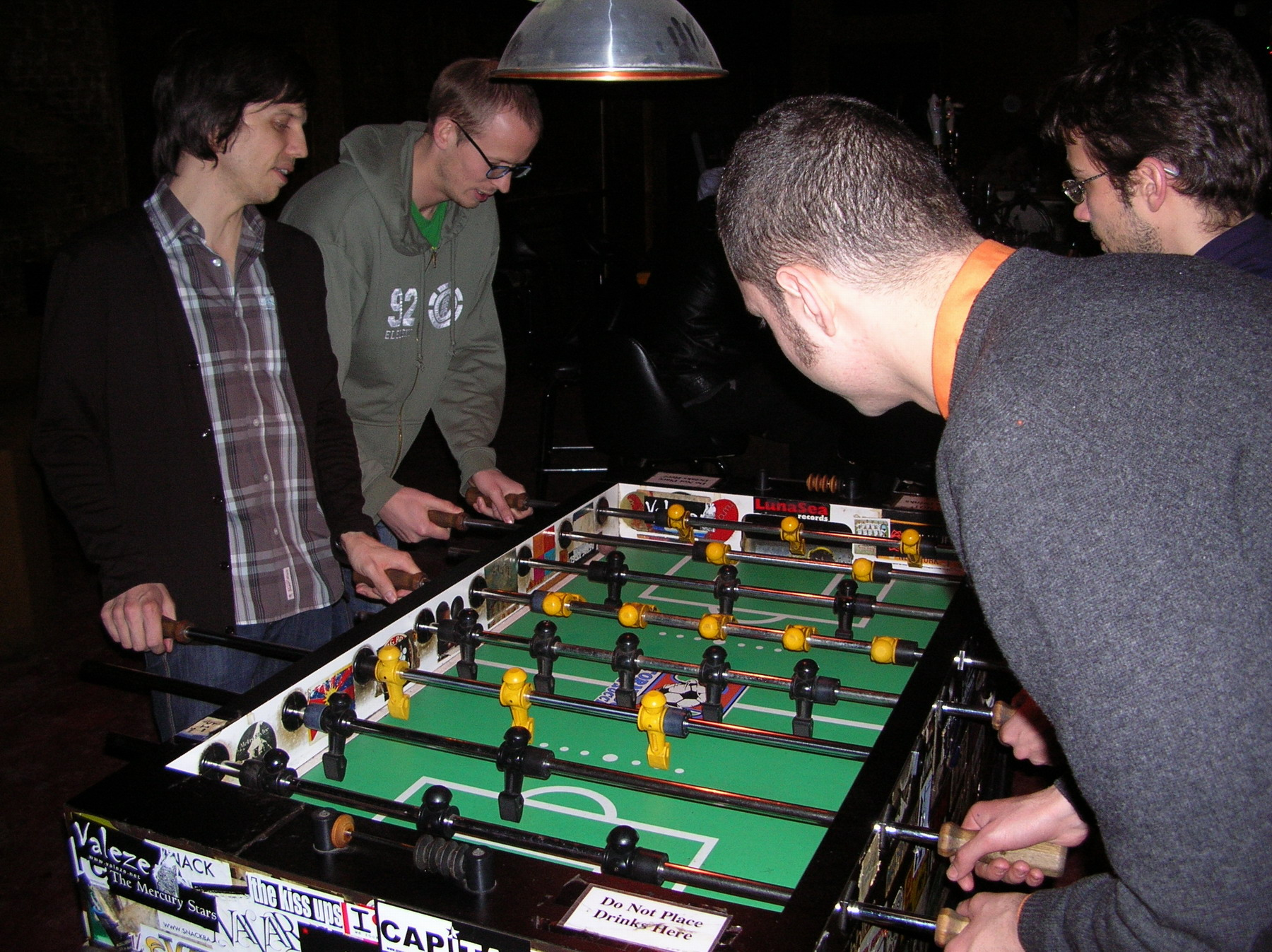
Игра на столе Tornado в Нью-Йорке

| 1 ряд | Вратарь   | 1 футболист   |
| 2 ряд | Защита    | 2 футболиста  |
| 3 ряд | Нападение | 3 футболиста  |
| 4 ряд | Центр     | 5 футболистов |
| 5 ряд | Центр     | 5 футболистов |
| 6 ряд | Нападение | 3 футболиста  |
| 7 ряд | Защита    | 2 футболиста  |
| 8 ряд | Вратарь   | 1 футболист   |

Структура команды футболистов:
- Вратарь
- 1-я линия — линия защиты
- 2-я линия — линия с 5 игроками
- 3-я линия — линия нападения

## Организации
Марки столов, используемые на мировых и официальных турнирах ITSF, — французский Bonzini, итальянские Garlando и Roberto Sport, китайский Fireball и немецкий Leonhart. Остальные марки включают чешский Rosengart, бельгийский Eurosoccer, Kicker, Lowen-Soccer, Warrior, Lehmacher, FAS, FABI и ещё многие другие. Проводится множество официальных соревнований по кикеру, организованных национальными федерациями на разных столах.
В 2017 году российский стол «Desperado Foosmaster» был официально признан ITSF для проведения международных турниров по настольному футболу, что дало новый толчок развитию кикера (настольного футбола) в России.

## Правила
В 2007 году ITSF ввела в действие последнюю редакцию официальных правил Архивная копия от 2 июля 2014 на Wayback Machine, действующую по сей день. Правила переведены на 17 языков. Под эгидой ITSF национальными федерациями проводится подготовка и сертификация арбитров для судейства на крупных турнирах.

## Техника игры

### Термины
- Нападение — 3 игрока передней линии
- Полузащита — 5 игроков центральной линии
- Защита — линии вратаря и линия с двумя защитниками
- Дальний форвард — игрок линии нападения, расположенный слева
- Ближний форвард — игрок линии нападения, расположенный справа
- Центрфорвард — средний игрок нападения
- Пропасовка — пас вперёд с одной линии на другую
- Перепасовка — пас между игроками одной линии или в обороне
- Отпасовка — пас между линиями назад
- Протянуть мяч — сместить мяч игроком вдоль линии без потери контакта с ним
- Править мяч — ограничивать погрешности движения мяча при пасах в контролируемой манере, «поглаживая» и «подправляя» его с разных сторон разными гранями игроков
- Защемить мяч — прижать мяч нижним ребром «сверху» к поверхности стола

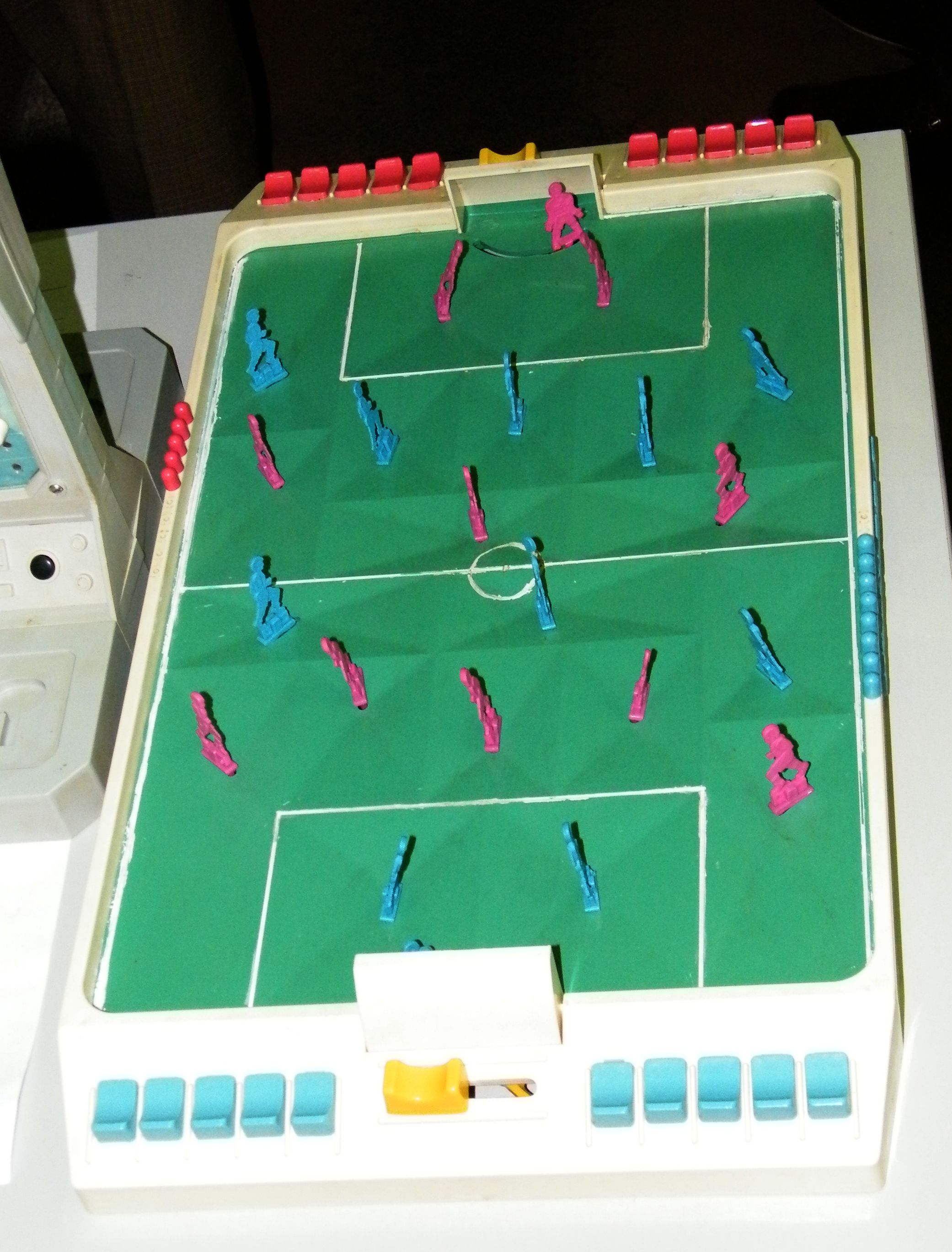
Настольный футбол — детская игра, СССР, 1980-е годы

## Роботы
Робот KiRo, сконструированный для игры в кикер в Университете Фрайбурга, как утверждают, в состоянии выиграть у 85 % обычных людей. В системе используется камера, расположенная под прозрачным покрытием стола, чтобы отследить положение шара, и электронная система управления «футболистами». Опытный игрок выигрывает у KiRo 10 игр из 11.

В сотрудничестве с немецкой компанией Gauselmann, KiRo был развит до готового к продаже продукта. С января 2005 KiRo под названием StarKick стал доступен для покупки.